# Марио Јепес
Марио Алберто Јепес Дијаз (шп. Mario Alberto Yepes Díaz; Кали, 13. јануар 1976) бивши је колумбијски фудбалер и репрезентативац.

## Каријера
Играчку каријеру је започео 1994. у клубу Кортулуа. Након три године је потписао за Депортиво Кали, клуб из његовог родног града. Освојио је колумбијско првенство са клубом. Године 1999, прешао је у аргентински Ривер Плејт, где је постао звезда и освојио два првенства Аргентине.
Упркос чињеници да је неколико италијанских и енглеских клубова изразило жељу да га ангажују, он је потписао за Нант јануара 2002. После почетно тешког прилагођавања европском стилу играња и француској лиги, полако се временом прилагодио и постао један од бољих одбрамбених играча у лиги. 
Врхунац каријере доживео је као играч Пари Сен Жермена, за које је наступао четири године и освојио Куп Француске 2006. Године 2008. прелази у Кјево, са којим није освојио ниједан трофеј. Од 2010. године наступао је за Милан, где није имао велику минутажу, али је успео да освоји Серију А 2011. године. Прелази у Аталанту 2013. године и потписује једногодишњи уговор.

## Репрезентација
Јепес је био члан колумбијске златне генерације која је 2001. године освојила Копа Америку, а уједно је, заједно са голманом Фаридом Мондрагоном, био једини играч који је био и члан друге златне генерације, која је изборила наступ на Светском првенству 2014. године.
Од 2008. је капитен колумбијске репрезентације, одиграо је 102 утакмице и постигао 6 голова. По броју је други на листи, иза Карлоса Валдераме који је рекордер са 111 наступа у дресу репрезентације.

## Приватни живот
Марио Јепес је ожењен са Каролином Виљегас. Јепес и његова супруга имају троје деце, два сина и једну ћерку.

## Трофеји
Депортиво Кали
- Првенство Колумбије: 1998.

Ривер Плејт
- Апертура: 1999.
- Клаусура: 2000.

Пари Сен Жермен
- Куп Француске: 2006.

Милан
- Серија А: 2011.
- Суперкуп Италије: 2011.

Репрезентација
- Амерички куп: 2001.
- Куп конфедерација: 4 место 2003.